# 米海洛·歐布雷諾維奇三世
米海洛·歐布雷諾維奇三世（塞爾維亞語： Mihailo Obrenović；1823年9月16日—1868年6月10日）是歐布雷諾維奇家族的塞尔维亚大公，1839年至1842年及1860年至1868年期间在位。米哈伊洛在1839年继承兄长米蘭二世的大公衔，1842年遭到废黜，让位予卡拉乔尔杰家族的亚历山大。1860年，他再度执政，1868年遭刺杀身亡。
米哈伊洛被视为近代塞尔维亚最开明的改革者。他主张成立巴尔干联邦抵抗奥斯曼帝国的统治。

## 早年生平
米哈伊洛于1823年出生在克拉古耶瓦茨，是米洛什·奥布雷诺维奇一世的次子。他的童年在克拉古耶瓦茨、波扎雷瓦茨和贝尔格莱德度过。米哈伊洛在波扎雷瓦茨完成教育，随后同母亲柳比察·武科曼诺维奇移居至维也纳。米哈伊洛的兄长米蘭·奧布雷諾維奇二世生于1819年，健康状况不佳。

## 首度执政
1839年，米洛什让位于米兰二世，后者仅仅执政26天后便因病身亡，米哈伊洛得以在1839年7月8日即位。意外即位的米哈伊洛并未显现出足够的魄力和眼界，难以应对塞尔维亚公国在当时所面临的复杂政局。1842年，前革命军人托马·武契奇-佩里希奇反叛，推翻了米哈伊洛的统治，卡拉乔尔杰家族的亚历山大即位，米哈伊洛陷入流亡生活。

## 流亡生活
遭到推翻后，米哈伊洛带领约一千名追随者离开塞国。米哈伊洛逃往姐姐萨夫卡·尼克利奇的住所。米哈伊洛的母亲柳比察逃至诺维萨德，并在次年于此地逝世。米哈伊洛在伏伊伏丁那的克鲁舍多尔修道院为母亲举办了葬礼。
1853年，米哈伊洛致信武契奇，称自己不希望以暴力夺回大公之位。米哈伊洛随后和父亲米洛什迁至维也纳，并在维也纳同女伯爵尤莉娅·胡尼奥迪（Júlia Hunyady de Kéthely）成婚。二人没有任何子嗣，但据称米哈伊洛同情妇育有一私生子。同样在维也纳流亡期间，米哈伊洛学会流利的法语和德语。

## 二度执政及遇刺

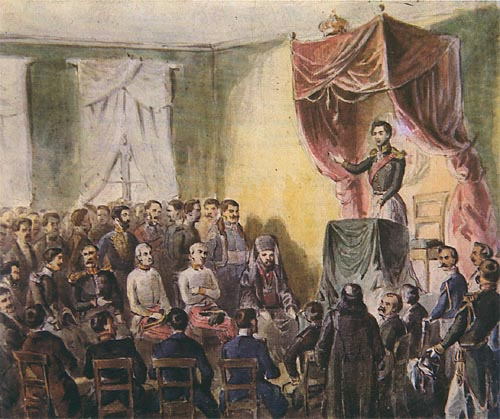
1842年，米哈伊洛大公在塞爾維亞科學與藝術學院成员前演讲

1858年，亚历山大·卡拉乔尔杰维奇因同议会发生矛盾而退位，米哈伊洛的父亲米洛什再度复位。1860年，米洛什逝世，米哈伊洛即位，开启其第二次统治。米哈伊洛在其二度执政的八年间成为一名开明专制者，国民会议在他统治期间仅仅召开了三次（1861年、1864年和1867年）。1862年和1867年，米哈伊洛先后说服两拨土耳其驻军撤离塞国，这是他最大的成就，当然也少不了来自奥地利和俄国的压力。1866年，米哈伊洛通过和巴尔干诸国签署盟约，着手建立第一次巴尔干同盟。
米哈伊洛统治期间，塞尔维亚诞生了第一套现代硬币，他還改革稅制與軍事組織，實施徵兵制，八年任內使塞國國力得到明顯提升。米哈伊洛也是现代塞尔维亚首位定都于贝尔格莱德的统治者。
米哈伊洛为了和年轻的情妇卡塔丽娜·康斯坦丁诺维奇成婚，试图废黜妻子尤莉娅。卡塔丽娜是米哈伊洛堂姐安卡的女儿。不料米哈伊洛的再婚主张遭到政坛、教会和大众舆论的反对，甚至其富有才华的首相伊利亚·加拉沙宁也因为反对米哈伊洛的婚事而遭到罢免。不过，米哈伊洛最终并没有废黜尤莉娅。
由于米哈伊洛的专制作风，国内逐渐形成企图刺杀他的阴谋集团。阴谋集团的核心人物是拉多瓦诺维奇兄弟科斯塔和帕夫莱。二人的最初目的是为入狱的柳博米尔·拉多瓦诺维奇报仇。科斯塔是刺杀阴谋的主要肇事者，是一位富有而广受尊敬的商人。1868年6月10日，米哈伊洛正乘马车在贝尔格莱德郊外的科舒特尼亚克（Košutnjak）公园巡游，随行者有情妇卡塔丽娜和他的堂姐、卡塔丽娜的母亲安卡。他们遭到刺客枪击，帕夫莱和科斯塔身着黑色正装现身，并将枪口指向米哈伊洛的马车。科斯塔接近马车时被米哈伊洛认出了身份。米哈伊洛和安卡都被刺杀身亡，卡塔丽娜负伤幸存。科斯塔在接受审判时透露，米哈伊洛生前的最后一句话是“好吧，这是真的。”阴谋集团背后真正的策划势力并不明确，有猜测是卡拉乔尔杰家族的势力。
安卡的孙女娜塔莉亚·康斯坦丁诺维奇（Natalija Konstantinović）在1902年嫁给了黑山亲王米尔科，二人的女儿佐尔卡在1883年和卡拉乔尔杰家族的彼得成婚。彼得就是后来塞尔维亚在巴尔干战争和一战期间的著名国王彼得一世。